# Майрановський Григорій Мойсейович
Григорій Мойсейович Майрановський (1899 , Батумі, Кутаїська губернія, Російська імперія  — 1964 або грудень 1964 , Махачкала, Дагестанська АРСР, РРФСР, СРСР ) — керівник токсикологічної лабораторії НКВС-МДБ (1937—1951), полковник медичної служби (1943), доктор медичних наук, професор (1943).

## Біографія
У 1917 р. поступив в Тифліський медичний інститут, де став членом єврейської соціалістичної організації «Бунд». Переїхавши у Баку, продовжив навчання у Бакинському університеті. У 1920 році вступив в РКП(б).
З 1922 року — у Москві, де закінчив навчання на медичному факультеті 2-го МГУ (1923), працював лікарем, асистентом університетської кафедри, завідувачем амбулаторією. За сумісництвом підробляв у Біохімічному інституті, керівництво якого, помітивши здібності і інтереси Майрановського, запропонувало йому посаду завідувача токсикологічним відділенням Центрального санітарно-хімічного інституту Наркомздрава.
Пізніше, з 1935 року, Майрановський очолює токсикологічну лабораторію Всесоюзного інституту експериментальної медицини (ВИЭМ), де його виключили з партії «за розвал роботи спецлабораторії і спробу отримати доступ до секретних відомостей». Проте Майрановський написав скаргу в ЦКК, де рішення парткому ВИЭМа було скасоване. Повернувся в Центральний санітарно-хімічний інститут Наркомздрава на посаду завідувача організаційно-плановим відділом.
З літа 1937 р. — в 12-му Відділі ГУГБ НКВД СРСР[2]. У складі цього відділу з 1937 по 1951 рр. керував токсикологічною лабораторією («Лабораторией-x») — спеціальним підрозділом, що займався дослідженнями в області токсичних речовин і отрут.
Як стверджує у своїх мемуарах високопоставлений співробітник органів держбезпеки генерал-лейтенант П. А. Судоплатов, Майрановський був перепідпорядкований НКВД разом зі своєю дослідницькою групою.
Як стало відомо пізніше зі свідчень наслідку самого Майрановского і його співробітників, дія різних отрут на людину і способи їх застосування випробовувалися в лабораторії на ув'язнених, засуджених до вищої міри покарання.
У 1940 р. Майрановский захистив у ВИЭМ докторську дисертацію на тему «Біологічна дія продуктів при взаємодії іприту зі шкірою». Вища атестаційна комісія при Комітеті у справах вищої школи відхилила рішення про надання Майрановскому вченого ступеня доктора медичних наук і зажадала доопрацювання дисертації. У 1943 році, проте, за сприяння наркома держбезпеки В. М. Меркулова було збуджено клопотання про надання Майрановському вченого ступеня доктора медичних наук і звання професора за сукупністю праць без захисту дисертації. У клопотанні вказувалося, що «за час роботи в НКВД тов. Майрановський виконав 10 секретних робіт, що мають важливе оперативне значення».

## Ліквідація небажаних осіб
Судоплатов заявляв, що йому було відомо про чотири факти ліквідації таких осіб за прямого наказу влади, в яких Майрановский брав участь в 1946—1947 роках (у цих операціях брав участь і сам Судоплатов):
- О. Я. Шумський, один з керівників українського націоналістичного руху був репресований в 1930-і рр., пізніше був звільнений за станом здоров'я і знаходився в засланні в Саратові, де встановив контакти з емігрантськими організаціями і вів активну пропагандистську діяльність; Майрановський у складі спецгрупи прибув до Саратова, після чого Шумский, згідно з офіційним висновком, помер в лікарні від серцевої недостатності;
- Теодор Ромжа, архієпископ української греко-католицької церкви в Ужгороді (його підозрювали в співпраці з озброєним націоналістичним підпіллям, а діяльність його розцінювалася як загроза політичній стабільності Закарпаття, що увійшло до складу СРСР лише в 1945 році); Майрановский прибув в Ужгород, де передав ампулу з отрутою кураре агентові органів безпеки — медсестрі в лікарні, де Ромжа знаходився після автомобільної аварії, яка і зробила смертельний укол;
- Самет (польський єврей, інтернований в 1939 році, займався в Ульяновську секретними роботами з використання трофейного німецького устаткування на радянських підводних човнах, встановив контакти з англійцями і мав намір емігрувати в Палестину; Майрановский зробив Самету під час профілактичного огляду ін'єкцію отрути кураре)[3] і
- Ісайя Оггінс (Isaiah Oggins), американський громадянин, що виконував завдання НКВД за кордоном, заарештований в 1938 році за підозрою в подвійній грі і засуджений Особливою нарадою до восьми років ув'язнення; у кінці війни американська влада на підставі звернення його дружини намагалася добитися його повернення в США, що могло завдати серйозного збитку СРСР; у 1947 році Майрановський під час медичного обстеження у в'язниці зробив Оггінсу смертельний укол, після чого Судоплатову і Ейтингону було доручено поховати тіло на єврейському кладовищі в Пензі.

## Арешт і подальша доля
13 грудня 1951 р. Майрановский був заарештований. Знаходячись у в'язниці, Майрановський боровся за свою реабілітацію, написав декілька листів на ім'я міністра державної безпеки С. Д. Ігнатьєва, а пізніше — Берії. Проте, як пише Судоплатов, згодом ці листи були використані слідством проти самого Майрановського, а також Берії, Абакумова і Меркулова.
У квітні 1956 року Президією Верховної Ради СРСР було прийнято рішення: «Враховуючи зв'язки Майрановского з викритими ворогами народу Берія і Меркуловим, виконання їм особливо довірчих завдань цих осіб і соціальну небезпеку Майрановського як особи, що проводила нелюдяні досліди над живими людьми, дію Указу Президії Верховної Ради СРСР від 17 березня 1953 року про амністію на засудженого Майрановського Григорія Мойсейовича не поширювати і обмежитися відбуттям покарання за винесеним йому вироком».
Після відбуття покарання звільнився в грудні 1961 року, спроба реабілітуватися призвела до ще одного арешту.
Після звільнення на початку 1962 року Майрановському було заборонено жити в Москві, Ленінграді і столицях союзних республік. Останні роки життя він працював в одному з НДІ в Махачкалі.
Помер в 1964 році.

## Нагороди
- орден Червоної Зірки (5.11.1944)
- орден «Знак Пошани» (20.09.1943)
- 6 медалей
- нагрудний знак «Почесний працівник НКВС» (27.04.1940)

Указом Президії Верховної Ради СРСР від 16.06.1962 позбавлений усіх нагород.